# عروسی دوستم است
عروسی دوستم است (به هندی: Mere Yaar Ki Shaadi Hai) یا عروسی عشقم است فیلمی محصول سال ۲۰۰۲ و به کارگردانی سانجی گادوی است. در این فیلم بازیگرانی همچون اودای چوپرا، تولیپ جوشی، جیمی شرگیل، بیپاشا باسو، دون ورما، طناز ایرانی، سراب شوکلا، بیندو، آلوک نات، شامیتا شتی ایفای نقش کرده‌اند.